# 디지털 시장법
디지털 시장법(Digital Markets Act, DMA)은 디지털 경제를 더욱 공정하고 경쟁 가능하게 만드는 것을 목표로 하는 EU 규정이다. 이 규정은 2022년 11월 1일에 발효되었으며 대부분 2023년 5월 2일에 적용되었다.
DMA는 대기업의 시장 지배력 남용을 방지하고 새로운 플레이어의 시장 진입을 허용함으로써 유럽 디지털 시장에서 더 높은 수준의 경쟁을 보장하는 것을 목표로 한다. 이 규정은 유럽 연합에서 운영되는 가장 큰 디지털 플랫폼을 대상으로 한다. 일부 디지털 부문에서 "지속적인" 시장 위치를 차지하고 사용자 수, 매출액 또는 자본화와 관련된 특정 기준을 충족하기 때문에 "문지기"라고도 알려져 있다. 2023년 9월 EU는 알파벳, 아마존, 애플, 바이트댄스, 메타, 마이크로소프트 등 6개 회사("게이트키퍼"로 간주)의 22개 서비스를 "핵심 플랫폼 서비스"로 식별했다. 이들 회사는 2024년 3월 6일까지 법의 모든 조항을 준수한다.
의무 목록에는 동일한 회사에 속한 두 가지 다른 서비스(예: 메타의 경우 소셜 네트워크 페이스북 및 통신 플랫폼 왓츠앱)에서 수집된 데이터를 결합하는 것에 대한 금지 사항, 플랫폼의 비즈니스 사용자(광고주 및 게시자 포함) 보호를 위한 조항 자체 제품을 홍보하기 위해 플랫폼에서 사용하는 자체 선호 방법(예: 구글 검색을 사용할 때 구글 제품 또는 서비스에 대한 우선적 결과)에 대한 법적 장치 일부 서비스(예: 안드로이드)의 사전 설치에 관한 조항 번들링 관행과 관련된 조항, 기업과 플랫폼의 최종 사용자를 위한 상호 운용성, 이식성 및 데이터 액세스를 보장하기 위한 조항이 포함된다. 규정을 준수하지 않을 경우 전 세계 매출액의 최대 10%에 해당하는 벌금을 포함한 제재를 받을 수 있다.
유럽연합 집행위원회에 따르면, 이 규정의 주요 목적은 유럽 단일 시장 및 그 외 지역 내에서 소위 "대형 기술" 기업의 행동을 규제하는 것이다. 위원회는 종종 "승자 독식" 구성이 특징인 고도로 집중된 디지털 유럽 시장에서 공정한 경쟁 수준("평등한 경쟁의 장")을 보장하는 것을 목표로 한다.
DMA는 CPS(핵심 플랫폼 서비스)라고 하는 8개의 서로 다른 부문을 다루고 있다. 어느 정도 시장 경쟁성에 영향을 미치는 게이트키퍼의 존재로 인해 유럽 위원회는 CPS를 문제가 있는 것으로 간주한다.
- 온라인 검색 엔진(예: 구글 검색)
- 온라인 중개 서비스(예: 구글 플레이 스토어, 애플 앱 스토어)
- 소셜 네트워크(예: 페이스북)
- 비디오 공유 플랫폼(예: 유튜브)
- 커뮤니케이션 플랫폼(예: WhatsApp, Gmail)
- 광고 서비스(예: 구글 애즈)
- 운영 체제(예: 안드로이드 (운영체제), iOS)
- 클라우드 서비스(예: 아마존 웹 서비스).

2024년 4월 로이터는 6개 회사의 데이터를 보고했는데, 이 데이터에 따르면 규정이 시행된 후 첫 달 동안 독립 브라우저의 사용자 수가 급증했다. 키프로스에 본사를 둔 알로하 브라우저(Aloha Browser)는 지난 3월 EU 사용자가 250%나 급증했다고 밝혔다. 노르웨이에 본사를 둔 비발디 (웹 브라우저), 독일에 본사를 둔 Ecosia 및 미국에 본사를 둔 브레이브 (웹 브라우저)도 새로운 규정에 따라 사용자 수가 증가했다.